# Pałac w Giebułtowie
Pałac w Giebułtowie –  zabytkowy pałac w Giebułtowie – wsi w Polsce, w województwie dolnośląskim, w powiecie lwóweckim, w gminie Mirsk.

## Historia
Ruiny zabytkowego pałacu wybudowany w 1665 r., następnie przebudowanego na barokowy według daty na portalu około 1760 r. Fundatorem tej rezydencji był Christopf von Üchtritz, właściciel wsi. Architektura tej rezydencji, podjęta z włoskich inspiracji i wykonana przez włoskich budowniczych, stanowi jedno z najwcześniejszych dzieł nowego pałacowego stylu na terenie Śląska, przejawiającego się w umiejscowieniu budynku górującego nad ogrodem i folwarkiem, jego zewnętrzną formą i pierwszym na terenie Śląska zastosowaniu włoskich sklepień lustrzanych bezlunetowych oraz wprowadzeniu reprezentacyjnej galerii parteru i piętra. Był on restaurowany w XIX w. i na początku XX w. Jest to trzykondygnacyjne założenie prostokątne z silnie występującym ryzalitem środkowym, o osiach akcentowanych podziałem pilastrowym. Wnętrze parteru z sienią na osi zakrywają sklepienia kolebkowe. Stylowy taras flankowany jest dwiema basztami. Obok pałacu znajduje się budynek folwarczny z 1810 roku z zachowanym do dziś portalem, podziałem pasowym elewacji, świetlikami, stolarką drzwi i okien. Obecnie Pałac jest ruiną, nie ma możliwości zwiedzania go. Obiekt jest częścią zespołu pałacowego, w skład którego wchodzi jeszcze park.